# Route nationale 45a
Pour les articles homonymes, voir Route nationale 45.
La route nationale 45a, ou RN 45a, était une route nationale française  reliant La Groise à Catillon-sur-Sambre. À la suite de la réforme de 1972, ce court embranchement (2 km) a été déclassé en RD 934a, le tronçon voisin de la RN 45 ayant été déclassé en RD 934.